# Sigismund Vasas anetavle
| P                                   | I                         | II                                         | III                                          |
| ----------------------------------- | ------------------------- | ------------------------------------------ | -------------------------------------------- |
| Proband: Sigismund 3. Vasa af Polen | Far: Johan 3. af Sverige  | Farfar: Gustav Vasa                        | Farfars far: Erik Johansson (Vasa)           |
| Proband: Sigismund 3. Vasa af Polen | Far: Johan 3. af Sverige  | Farfar: Gustav Vasa                        | Farfars mor: Cecilia Månsdatter              |
| Proband: Sigismund 3. Vasa af Polen | Far: Johan 3. af Sverige  | Farmor: Margareta Eriksdotter Leijonhufvud | Farmors far: Erik Abrahamsson (Leijonhufvud) |
| Proband: Sigismund 3. Vasa af Polen | Far: Johan 3. af Sverige  | Farmor: Margareta Eriksdotter Leijonhufvud | Farmors mor: Ebba Eriksdotter (Vasa)         |
| Proband: Sigismund 3. Vasa af Polen | Mor: Katarina Jagellonica | Morfar: Sigismund 1. af Polen              | Morfars far: Kasimir 4. af Polen             |
| Proband: Sigismund 3. Vasa af Polen | Mor: Katarina Jagellonica | Morfar: Sigismund 1. af Polen              | Morfars mor: Elisabet af Østrig (1437–1505)  |
| Proband: Sigismund 3. Vasa af Polen | Mor: Katarina Jagellonica | Mormor: Bona Sforza                        | Mormors far: Gian Galeazzo Sforza            |
| Proband: Sigismund 3. Vasa af Polen | Mor: Katarina Jagellonica | Mormor: Bona Sforza                        | Mormors mor: Isabella af Napoli              |